# 蒋忠仆
蒋忠仆（1954年—），河北高阳人，汉族，中华人民共和国政治人物、第十二届全国人民代表大会河南地区代表。
毕业于山东医科大学放射诊疗专业。加入中国农工民主党。担任农工党开封市委主委。2008年起担任全国人大代表。2013年，担任全国人大代表。